# Campionat del Món d'Escalada
El Campionat del Món d'Escalada és la màxima competició de l'esport d'escalada a nivell mundial. És organitzat des de 1991 per la Federació Internacional d'Escalada Esportiva (IFSC), cada any parell des de 2012 i anteriorment en els anys imparells.

## Proves
Actualment es competeix en quatre proves:

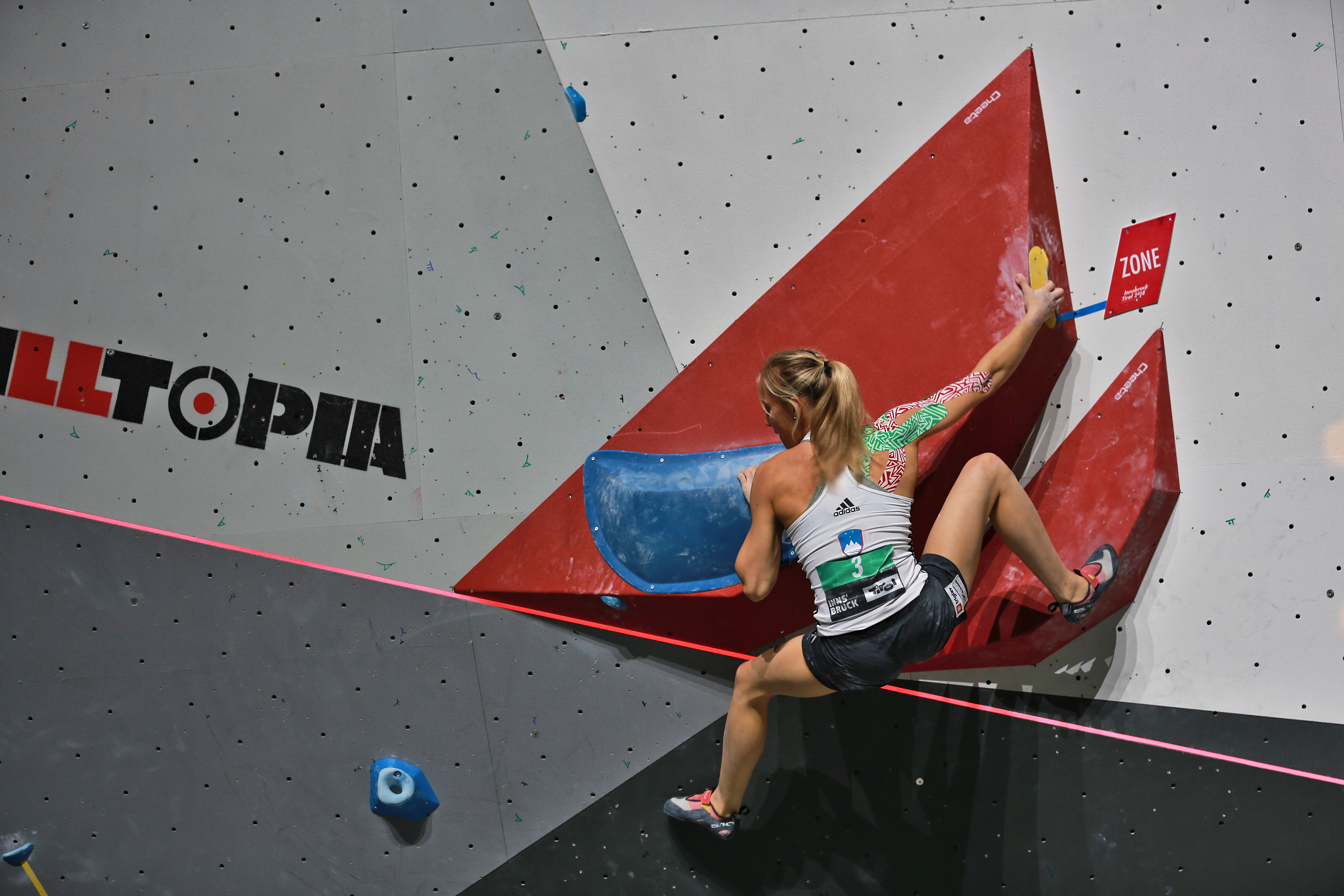
Janja Garnbret al Campionat del Món de 2018

- Dificultat o lead (des de 1991)
- Velocitat (des de 1991)
- Bloc o bouldering (des de 2001)
- Combinada (des del 2012)

## Edicions
| No.  | Ay   | Seu                             | País               |
| ---- | ---- | ------------------------------- | ------------------ |
| I    | 1991 | Frankfurt                       | Alemanya           |
| II   | 1993 | Innsbruck                       | Àustria            |
| III  | 1995 | Ginebra                         | Suïssa             |
| IV   | 1997 | París                           | França             |
| V    | 1999 | Birmingham                      | Regne Unit         |
| VI   | 2001 | Winterthur                      | Suïssa             |
| VII  | 2003 | Chamonix                        | França             |
| VIII | 2005 | Múnic                           | Alemanya           |
| IX   | 2007 | Avilés                          | Espanya            |
| X    | 2009 | Xining                          | R.P. de la Xina    |
| XI   | 2011 | Arco                            | Itàlia             |
| XII  | 2012 | París                           | França             |
| XIII | 2014 | Xixón (dificultat) Munic (bloc) | Espanya · Alemanya |
| XIV  | 2016 | París                           | França             |
| XV   | 2018 | Innsbruck                       | Àustria            |
| XVI  | 2019 | Hachiōji                        | Japó               |
| XVII | 2021 | Moscou                          | Rússia             |

## Medaller històric
- Actualitzat fins a Hachiōji 2019.

| 1  | Rússia          | 16 | 12 | 23 | 51  |
| 2  | França          | 12 | 14 | 15 | 41  |
| 3  | Àustria         | 11 | 7  | 7  | 25  |
| 4  | Ucraïna         | 10 | 7  | 4  | 21  |
| 5  | Eslovènia       | 7  | 4  | 5  | 16  |
| 6  | Txèquia         | 6  | 10 | 4  | 20  |
| 7  | R.P. de la Xina | 5  | 2  | 1  | 8   |
| 8  | Japó            | 4  | 7  | 7  | 18  |
| 9  | Espanya         | 4  | 4  | 0  | 8   |
| 10 | Itàlia          | 4  | 0  | 1  | 5   |
| 11 | Polònia         | 3  | 4  | 6  | 13  |
| 12 | Suïssa          | 3  | 1  | 5  | 9   |
| 13 | Canadà          | 3  | 1  | 0  | 4   |
| 14 | Estats Units    | 2  | 6  | 2  | 10  |
| 15 | Bèlgica         | 2  | 6  | 0  | 8   |
| 16 | Corea del Sud   | 2  | 4  | 1  | 7   |
| 17 | Alemanya        | 1  | 4  | 8  | 13  |
| 18 | Iran            | 1  | 1  | 1  | 3   |
| 19 | Kazakhstan      | 0  | 1  | 3  | 4   |
| 20 | Veneçuela       | 0  | 1  | 0  | 1   |
| 21 | Regne Unit      | 0  | 0  | 3  | 3   |
| 22 | Països Baixos   | 0  | 0  | 1  | 1   |
| 22 | Sèrbia          | 0  | 0  | 1  | 1   |
|    | TOTAL           | 96 | 96 | 98 | 290 |